# SN 2002db
SN 2002db – supernowa typu Ia odkryta 18 maja 2002 roku w galaktyce NGC 5683. W momencie odkrycia miała maksymalną jasność 17,60m.